# Rana japonica
Rana japonica (japanisch ニホンアカガエル Nihon Akagaeru) ist eine Art aus der Gattung der Echten Frösche, die in Japan verbreitet ist.

## Merkmale
Rana japonica hat eine schlanke Körperform mit einer Kopf-Rumpf-Länge von 3,4 bis 6,3 cm bei Männchen und 4,3 bis 6,7 cm bei Weibchen. Die Grundfarbe reicht von graubraun bis rötlich hellbraun. Ein dunkler Streifen verläuft jeweils vom Nasenloch bis zum Auge und hinter diesem breiter diagonal nach unten zum Beinansatz. Auf dem glatten Rücken und an den Seiten befinden sich unregelmäßige blasse, dunkle Flecken. Die dunklen Pupillen liegen horizontal. Vom Auge zum Hinterbein verläuft jeweils eine helle, gerade Falte. Die Hinterbeine streifen dunkle Flecken. Die Bauchseite der Froschlurche ist einfarbig weiß oder weist rötlich braune Flecken auf. Die braun gefärbten Kaulquappen haben eine Gesamtlänge von 38 mm und auf jeder Seite einen schwarzen Punkt.
Eine ähnliche und teilweise sympatrische Art ist Rana ornativentris. Ein Unterscheidungsmerkmal ist die dorsolaterale Falte, die bei dieser Art hinter dem Tympanum (Trommelfell) einen Knick hat, wohingegen sie bei R. japonica fast gänzlich gerade verläuft. Die Kaulquappen von R. japonica können an den beiden schwarzen Punkten erkannt werden.

## Lebensweise
Die Männchen haben einen tiefen Paarungsruf, den sie zehn bis zwanzig Mal wiederholen. Ein einzelner Ton dauert bis zu 2 Sekunden. Die Weibchen legen zwischen Januar und März 500 bis 3000 Eier. Dazu suchen sie sonnige, seichte Tümpel in Reisfeldern oder Sumpfgebieten auf. Die Kaulquappen metamorphisieren im Mai bis Juni zum Froschlurch. Etwa die Hälfte von ihnen erreicht bereits im Herbst die Geschlechtsreife. Die Froschlurche ernähren sich von Insekten und deren Larven sowie von Spinnen. Den Winter verbringen sie im Wasser.
R. ornativentris laicht oft an gleichen Orten, jedoch meist später im Jahr.

## Vorkommen und Gefährdung
Rana japonica ist in Japan endemisch. Dort ist die Froschart mit Honshū, Shikoku und Kyūshū auf den drei südlichen Hauptinseln verbreitet. Darüber hinaus kommt die Art auf den Oki-Inseln, Ōsumi-Inseln und Iki vor und wurde auf Hachijō-jima eingeführt. Möglicherweise ist sie dort jedoch durch ebenfalls eingeführte Wiesel wieder verschwunden. Die Art findet sich im Flachland zwischen 10 und 830 m Höhe, wo sie Grasebenen und Wälder bewohnt.
Die IUCN stuft die Art als nicht gefährdet (least concern) ein, mit abnehmendem Populationstrend. Der Rückgang wird auf einen Verlust an Lebensräumen zurückgeführt. Mögliche zukünftige Bedrohungen sind auch in Japan eingeschleppte Arten wie der Waschbär und der Nordamerikanische Ochsenfrosch.